# ダニエル・コビアルカ
ダニエル・コビアルカ（Daniel Kobialka、1943年11月19日 - 2021年1月20日）はアメリカのヴァイオリニスト、アレンジャー、作曲家。サンフランシスコ在住。

## ディスコグラフィー
- コモンコード
- シルク・ブランチ
- ケルティック・キルト
- エンジェルズ
- 星に願いを
- 家路

以上、プレムプロモーションよりリリース
- Best of Kobialka I
- Best of Kobialka II
- Kobialka Healing
- Kobialka Celtic
- Kobialka Meditation
- Beyond Embracing Dreams 抱きし夢のかなたに
- Beautiful World -愛はすべて
- World Best Melodies-ワールドベストメロディーズ
- Pathless Journey-パスレスジャーニー

以上、Comfortよりリリース